# Eduard Alberti (Politiker)

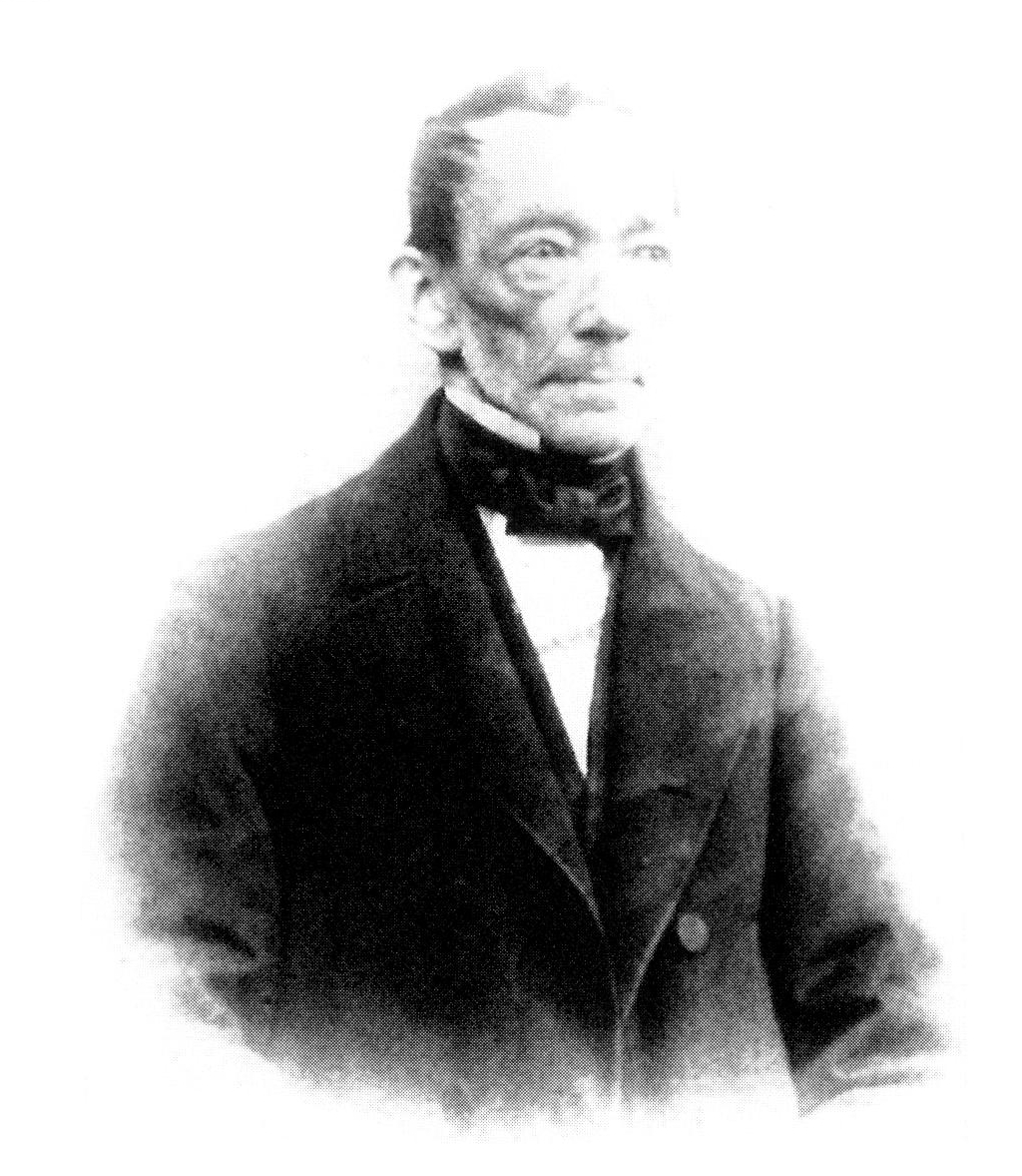
Eduard Alberti

Eduard Friedrich Alberti (* 17. August 1798 in Syrau; † 5. November 1883 in Gera) war ein deutscher Richter und Politiker.

## Familie
Eduard Alberti war der Sohn des Pfarrers in Syrau Benjamin Traugott Alberti und dessen Ehefrau Dorothea Gottliebe geborene Neidhard. Alberti, der evangelisch-lutherischer Konfession war, heiratete am 21. August 1829 in Lüssow Sophia Maria Christina Simonis (* 21. April 1797 in Lüssow; † 7. Oktober 1876 in Gera), die Tochter des Pfarrers in Lüssow Johann Jacob Simonis.

## Leben
Eduard Alberti besuchte bis 1817 das Gymnasium in Plauen und studierte 1817 bis 1820 Staats- und Rechtswissenschaften an der Universität Jena (wo er auch Johann Wolfgang von Goethe traf). Während seines Studiums wurde er 1817 Mitglied der Urburschenschaft. 1820 legte er sein erstes Staatsexamen in Leipzig ab und war dann Aktuar in Hohenleuben. 1826 wechselte er als Justizverwalter in das Reuß-Köstritzer Paragium. 1833 bis 1849 war er Gerichtsdirektor und Justizamtmann mit dem Prädikat Rat bei der Amtspflege Reichenfels mit Sitz in Hohenleuben. Nach der Vereinigung der Fürstentümer Reuß jüngere Linie war er noch bis zum 30. September 1868 Amtmann beim Amt Hohenleuben und dort seit dem 1. Juli 1863 Vorstand. Am 24. Januar 1850 erwarb er die Geraer Bürgerrechte. Am 1. Juli 1868 wurde er auf eigenen Wunsch hin pensioniert.

## Politik
Alberti vertrat liberale Positionen. Nach der Revolution von 1848/1849 in Reuß älterer Linie war er von 1849 bis 1851 einer der drei altständischen Vertreter im Beratungslandtag Reuß älterer Linie.
Am 31. Januar 1850 wurde er einstimmig durch die 78 Wahlmänner der Reußschen Fürstentümer im Wahlkreis der beider Fürstentümer zum Abgeordneten im Volkshaus des Erfurter Unionsparlaments gewählt.
Vom 2. November 1848 bis zum 21. Dezember 1849 (wobei das Mandat vom 4. Oktober 1848 bis zum 26. August 1849 ruhte) und erneut vom 10. November 1851 bis zum 17. Juni 1854 war er Abgeordneter im Landtag Reuß jüngerer Linie. In diesem Landtag war er vom 12. November 1851 bis zum 11. Dezember und erneut vom 28. September 1853 bis zum 4. November 1853 stellvertretender Landtagspräsident und vom 12. Februar bis zum 18. Juni 1852 Landtagspräsident.

## Ehrungen
Alberti trug seit 1855 den Titel Justizrat und seit 1868 geheimer Justizrat. 1864 erhielt er das Fürstliche Goldene Ehrenkreuz, und das Fürstliche Zivilehrenkreuz 1. Klasse. 1858 wurde er mit dem Zivil-Ehrenkreuz Reuß älterer Linie geehrt.